# Pedro del Rey
Pedro del Rey (¿?-1308) Obispo de Lérida. Hijo ilegítimo de Jaime I el Conquistador. Consejero del rey Pedro III el Grande, su hermanastro.

## Biografía
Tuvo conflictos con su hermanastro Pedro III el Grande, que este aprovechó para arrebatarle las propiedades de su madre. En 1299 fue consagrado como obispo de Lérida. Ese mismo año ordenó a todos los ilerdenses que bautizaran a sus hijos en la catedral de Lérida. Aunque no es un hecho comprobado, es tradición que este obispo contribuyó al esfuerzo que supuso la creación del Estudio General de Lérida en el año 1300. En el año 1301 convocó un sínodo diocesano y en él ordenó que se compilasen todas las constituciones sinodales del Obispado de Lérida, labor que se dio por finalizada en el año 1304.
Fue representante de Jaime II el Justo, hijo y sucesor de Pedro III el Grande, ante el sumo pontífice. En mayo de 1307 adquirió la villa y el castillo de Pomar de Cinca.  Disfrutó de las rentas derivadas de su propiedad de Albalate de Cinca mientras fue canónigo y obispo de Lérida. 
Murió en el año 1308, después de acompañar al rey Jaime II en su famosa cruzada contra Almería, entonces parte integrante del Reino de Granada.

## Sepultura
A su muerte, ocurrida en el año 1308, fue sepultado en la capilla de San Nicolás de la catedral de Lérida, en un sepulcro de estilo gótico. 